# هان هيون مين
هان هيون مين هو ممثل وعارض كوري جنوبي ولد في 19 مايو 2001، والده نيجيري ووالدته كورية.